# Martin Barre
Pour les articles homonymes, voir Barre.
 (mars 2024).
Si vous disposez d'ouvrages ou d'articles de référence ou si vous connaissez des sites web de qualité traitant du thème abordé ici, merci de compléter l'article en donnant les références utiles à sa vérifiabilité et en les liant à la section « Notes et références ».
Martin Lancelot Barre (né le 17 novembre 1946 à Birmingham), est le guitariste du groupe Jethro Tull de 1969 jusqu'à son départ en 2012. Il apparaît sur tous les albums du groupe à partir du deuxième, Stand Up. Son jeu est fait d'un mélange unique des styles bluesy de Jeff Beck, Eric Clapton, de la complexité émergente du rock progressif du début des années 1970 et du folk européen traditionnel. Il est également flûtiste, sur scène, sur quelques titres du groupe et dans sa carrière solo, entamée depuis 1992.
Barre est reconnu comme l'un des guitaristes rock les plus accomplis. Son solo sur la chanson Aqualung (Aqualung, 1971) a été élu par les lecteurs du magazine Guitar Player comme l'un des meilleurs solos de guitare rock de tous les temps. Lors d'une interview en 2005, Mark Knopfler, leader et guitariste du groupe Dire Straits, qualifie le travail de Barre avec Ian Anderson de « magique ».

## Carrière
Martin Barre est né à Kings Heath, à Birmingham, en Angleterre, le 17 novembre 1946. Son père est un ingénieur qui souhaite jouer de la clarinette à titre professionnel. Au lycée, Martin joue la flûte et lorsqu'il a acheté sa première guitare, son père lui offre des albums de Barney Kessel, Johnny Smith et Wes Montgomery afin d'élargir ses perspectives musicales.
Au collège, il étudie l'architecture pendant trois ans à l'école polytechnique de Lancester (aujourd'hui l'université de Coventry), mais ne termine pas ses études après avoir échoué en espagnol et en sciences atomiques, des matières qui, selon lui, ont peu à voir avec la conception de bâtiments. Après avoir conçu un carrefour routier à Birmingham, en Angleterre, il décide qu'une carrière en architecture est trop ennuyeuse et se tourne vers la musique.
En 1966, il s'installe à Londres avec son ami Chris Rodger, qui avait joué du saxophone dans leur groupe précédent, The Moonrakers. À Londres, Rodger obtint une audition pour un groupe appelé The Noblemen pour deux saxophonistes. Martin s'achète alors un saxophone ténor et après deux jours de pratique, il réussit à bluffer tout le monde pendant l'audition. Le groupe change ensuite de nom et s'appelle désormais The Motivation et soutient des artistes soul de renom tels que les Coasters, les Drifters et Lee Dorsey. Le groupe évolue à travers plusieurs styles musicaux allant du Soul au R & B en passant par la Pop et change son nom en 1967 pour devenir The Penny Peeps. À ce moment-là, Barre joue de la guitare solo. Sous le nom de The Penny Peeps, le groupe sort deux singles en 1968, Little Man With A Stick/Model Village et I See the Morning/Curly Knight of the road. Finalement, au milieu de 1968, il devient un groupe de blues appelé Gethsemane et joue dans des pubs partout en Angleterre, avec Barre jouant de la guitare et de la flûte.
Lorsque Gethsemane et le groupe Jethro Tull jouent ensemble dans un club de blues appelé le Van Dyke à Plymouth, les membres des deux groupes font connaissance. Puis, quatre mois plus tard, alors que Gethsemane joue à Londres et est sur le point de se séparer par manque d’argent, le gérant de Jethro Tull, Terry Ellis, donne sa carte à Martin en lui demandant de passer une audition pour Jethro Tull afin de remplacer leur précédent guitariste Mick Abrahams, parti pour désaccord musical avec Anderson. L'audition ne se passe pas bien : Barre est si nerveux qu'il a à peine joué. Il organise toutefois une deuxième audition. Cette fois, on lui offre le travail. Il passe les vacances de Noël 1968 à apprendre le matériel qui va devenir l’album Stand Up.

## Jethro Tull
A propos du premier album qu'il enregistre avec Jethro Tull, Stand Up, Martin déclarera qu'il était : « terrifié parce que je venais de rejoindre le groupe. Cela a vraiment changé le sens du groupe et a été accepté et est devenu un album à succès, nous avons gagné beaucoup de confiance. Nous avons étendu cette confiance à la fabrication de Benefit, dans laquelle nous étions beaucoup plus à l'aise. » Sur l'album suivant, le succès mondial Aqualung, Martin est plus confiant, déclarant que pendant l'enregistrement : « Tout le monde dans le groupe a participé à la réalisation de l'album. »
Au cours des albums suivants, ses solos mêlent virtuosité à la musique classique, comme dans Minstrel in the Gallery, où la pièce d'ouverture contient un solo de quatre minutes, ou sa pièce (partagée avec Barriemore Barlow) Conundrum et Quatrain sur Bursting Out. Martin déclarera qu'une grande partie de la matière du catalogue de Jethro Tull a été écrite par lui-même et Ian Anderson, ce dernier ayant obtenu le crédit pour l'écriture des paroles et l'idée initiale de la musique. Pour les deux albums classiques Songs from the Wood et Heavy Horses, il est crédité pour avoir apporté des « éléments supplémentaires ». Martin déclare que ces deux albums montrent son meilleur jeu à la guitare. Curieusement, son album préféré de Jethro Tull est le plus controversé de la carrière du groupe, Under Wraps, qui contient deux titres coécrits par lui. Au sujet de son travail avec Jethro Tull, Martin déclare également : « Je suis très heureux de jouer sur Crest of a Knave, qui est essentiellement constitué de moi, Ian et le bassiste Dave Pegg travaillant en studio pendant deux mois, j'ai mis beaucoup d'efforts dans cet album. » Il est crédité dans seulement deux autres chansons des albums de Jethro Tull : Hot Mango Flush de J-Tull Dot Com et Winter Snowscape de The Jethro Tull Christmas Album. Pour sa contribution à la musique de Jethro Tull, Martin dira : « J'ai composé des morceaux d'albums. Parfois, c'est un riff; parfois, c'est un petit segment de musique … Cela ne me dérange pas de jouer un petit rôle dans l'écriture, et une plus grande entrée dans les arrangements et le jeu. »
À propos de la fin de son implication avec Jethro Tull, Barre confie en 2015: « Il est important que les gens sachent qu'il n'y aura plus jamais de Jethro Tull. Il y aura deux groupes solo : le Ian Anderson Band et le Martin Barre Band. Ils aimeraient jouer de la musique. Je ne suis pas pédant. Je déteste toujours entendre : " Oh, vous avez quitté Jethro Tull ! " Je ne l'ai pas vraiment quitté, Ian voulait en finir avec Jethro Tull, il voulait arrêter le groupe complètement. »
Lorsque Ian Anderson réunit Jethro Tull en 2018 pour leur tournée du 50e anniversaire, Barre n'est pas invité.

## Solo
Sur une pièce de son album solo, A Trick of Memory de 1994, Barre joue sur une guitare offerte par son ami Mark Mancina. Sur cet album, Mel Collins, ancien musicien de King Crimson, joue du saxophone, Maartin Allcock et Ric Sanders de Fairport Convention, apparaissent sur quelques chansons, et Andrew Giddings joue de l'orgue Hammond. Selon la critique de AllMusic : « Le son dominant est celui des guitares de Martin Barre, planant, craquant, grinçant ou jouant doucement, que ce soit du blues ou des airs folkloriques britanniques ». Pour le critique A Trick of Memory est « un premier album décent ». Son précédent album, A Summer Band, est sorti uniquement en édition limitée de 500 exemplaires.
En 2003, sur son album Stage Left, Barre utilise un style de guitare électrique inhabituel caractérisé par des éléments folk acoustiques et hard rock. C'était son premier album à sortir aux États-Unis. Sur cet album, Martin montre son style de jeu avec des mélodies « difficiles et compliquées », en étant toujours élégant, même quand il joue une pièce rock dure.
En 2012, avec la fin des tournées avec Jethro Tull, Martin réunit un groupe pour jouer live et enregistrer la compilation intitulée Martin Barre. Le groupe est alors composé d'anciens membres de Tull, Jonathan Noyce et Doane Perry qui partage les fonctions de batteur avec Fred Moreau, de John Mitchell et du guitariste Pat O'May.
En 2014, Martin annonce qu’il fera une tournée en tant que quatuor acoustique (incluant Dan Crisp et Alan Bray) pour promouvoir Away With Words, qui est bien accueilli par la revue Prog Magazine, déclarant que, dans l’album, « Barre a adopté une approche imaginative pour son passé en réadressant bon nombre de ses pépites préférées, souvent plus obscures, de la vaste cache de sull [sic], principalement à la guitare acoustique. » Plus tard en 2014, un nouvel album est annoncé en septembre, intitulé Order of Play, qui est un disque électrique beaucoup plus rock.
Martin Barre sort son sixième album solo en 2015. Intitulé Back to Steel, il est dit que cet album est un enregistrement de blues rock. Il est suivi par Roads Less Travelled en 2018.

## Le style de jeu

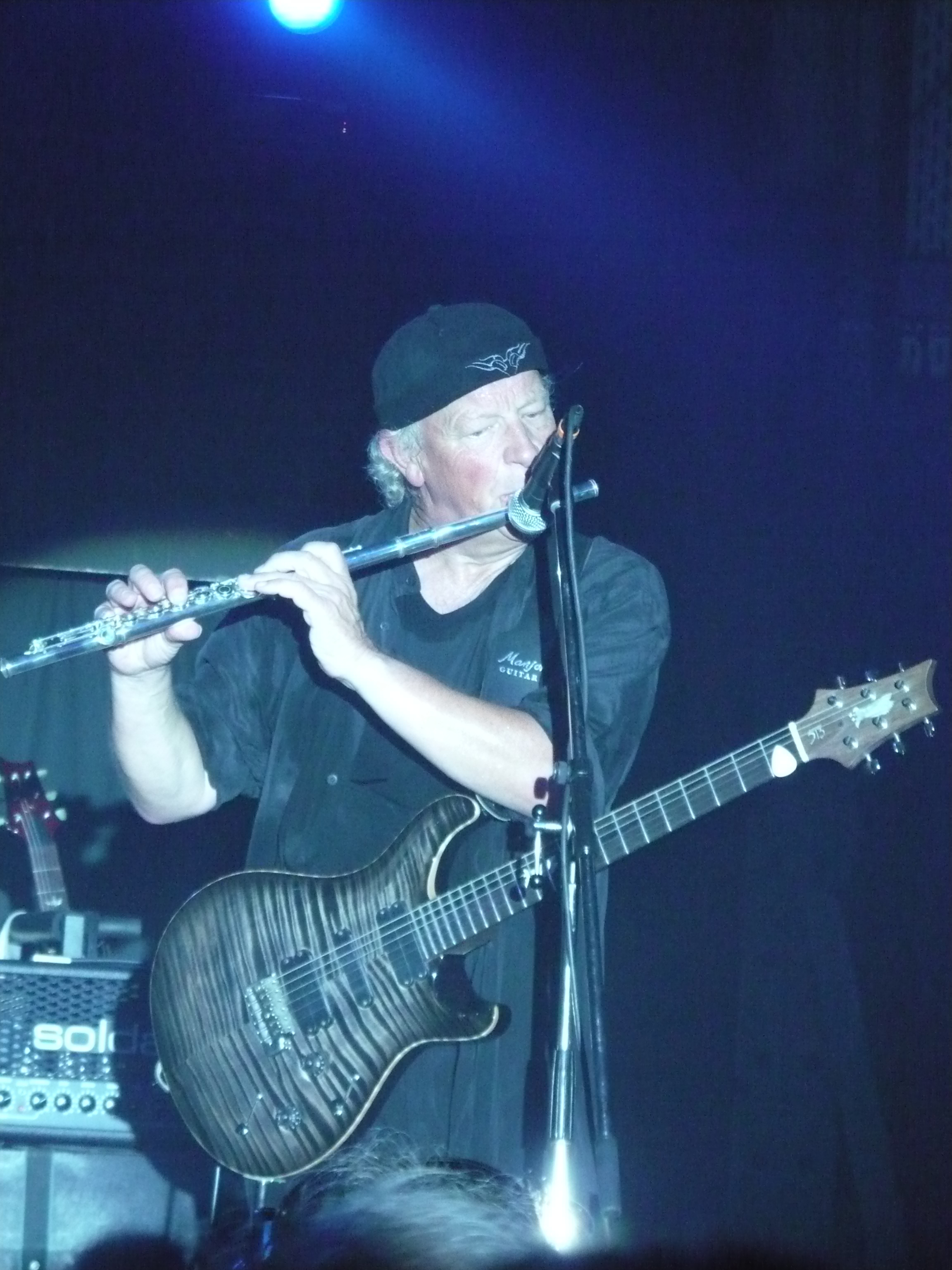
Martin Barre à la flûte traversière avec Jethro Tull le 20 août 2009 à Sarrebruck

Barre dit un jour qu'il a essayé de ne pas écouter les autres guitaristes pour ne pas être influencé par eux. Il avoue qu'il n'a jamais pris de cours de guitare afin de ne pas sonner comme les autres guitaristes. Cependant, un guitariste qu'il loue et reconnu comme influent est Leslie West, du groupe américain Mountain.
Les critiques décrivent parfois le son de Martin Barre comme « délicat » et « compliqué », soulignant ainsi sa capacité à composer des mélodies au lieu de simplement jouer en solo.
Martin Barre joue également de la flûte traversière ou de la flûte à bec sur certains titres.

## Reconnaissance
Le travail de guitare le plus connu de Barre comprend Aqualung, Cross-Eyed Mary et Locomotive Breath. La signature de Barre sur le standard Aqualung de Jethro Tull de 1971 est élue par les lecteurs du magazine Guitar Player comme l'un des meilleurs solos de guitare rock de tous les temps. De plus, en 2007, ce solo est classé parmi les 100 meilleurs solos de guitare par le magazine Guitar World. Les auteurs Pete Brown et HP Newquest désignent Aqualung comme étant le 25e meilleur solo aux États-Unis et le 20e meilleur solo de tous les temps au Royaume-Uni.
Dans une interview de 2005, Mark Knopfler, ancien leader de Dire Straits, qualifie le travail de Barre avec Ian Anderson de « magique » . Joe Bonamassa cite Martin Barre comme une influence directe, en particulier dans le jeu de blues des premiers albums. D'autres guitaristes comme Steve Vai, Joe Satriani et Eric Johnson citent également Martin Barre comme influences. Geddy Lee de Rush mentionne les « excellents sons de guitare » de Martin Barre lorsqu'il se souvient de l'album Thick as a Brick.

## Discographie

### Solo
| - A summer band (1992) - Édition limitée 500 copies. - A trick of memory (1994) - The meeting (1996) - Stage left (2003) - Away with Words (2013) - Order of play (2014) - Back to Steel (2015) | - Live in Munich (2014) - Live at The Factory Underground (2019) - Martin Barre (Album Double - Disque 1 Studio - Disque 2 Live) |

### Jethro Tull
| - Stand Up (1969) - Benefit (1970) - Aqualung (1971) - Thick as a Brick (1972) - A Passion Play (1973) - War Child (1974) - Minstrel in the Gallery (1975) - Too Old to Rock 'n' Roll: Too Young to Die (1976) - Songs from the Wood (1977) - Heavy Horses (1978) - Stormwatch (1979) - A (1980) - Broadsword and the Beast (1982) - Under Wraps (1984) - A Classic Case (1985) - Crest of a Knave (1987) - Rock Island (1989) - Catfish Rising (1991) - Nightcap (1993) - Roots to Branches (1995) - J-Tull Dot Com (1999) - The Jethro Tull Christmas Album (2003) | - Live: Bursting Out (1978) - Live at Hammersmith '84 (1990) - A Little Light Music (1992) - Living with the Past (2002) - Aqualung Live - Special Collectors Edition (2005) - Live at Montreux 2003 (2007) - Living In The Past - (Double album Vinyle ou 2 CD Édition remixée 1997) - (1972) - M.U. - The Best of Jethro Tull (1976) - Repeat - The Best of Jethro Tull (1977) - Jethro Tull - Original Masters (1985) - 20 Years of Jethro Tull - (Coffret 5 Vinyles ou 3 cd) - (1988) - 20 Years of Jethro Tull: Highlights - (Double album ou 1 cd) - (1988) - 25th Anniversary boxed set - (Coffret 4 CD) - (1993) - Nightcap: The Unreleased Masters 1973–1991 (2 CD) 1993 - The Best of Jethro Tull: The Anniversary Collection - (2 CD) - (1993) - Through the Years (1998) - The Very Best of Jethro Tull (2001) - The Essential Jethro Tull (2003) - The Best of Acoustic Jethro Tull (2003) - Jethro Tull Essential (2011) - 10 Great Songs (2012) - 50 For 50 - (Coffret 3 CD) - (2018) - 50th Anniversary Collection (2018) |

### Participations
- 1973 : You and me de Chick Churchill avec Rick Davies et Roger Hodgson de Supertramp.
- 1978 : Woman in the wings de Maddy Prior
- 1978 : Fahrenheit 261 de Dan Lowe
- 1978 : Caught in the crossfire de John Wetton
- 1981 : Just for the Halibut de 5 Furious Fish
- 1997 : Weight and Measures de Spirit of the West
- 1997 : Spirit Flying Free de John Carter
- 1998 : Awakening de Clive Bunker
- 1998 : Live de Willy Porter
- 1999 : Encores, Legends & Paradox - Artistes Variés - Album hommage à Emerson, Lake & Palmer
- 2001 : Guitars for Freedom 9/11 Charity - Artistes Variés incluant Steve Vai, Santana, Alan Holdsworth
- 2003 : Movers and shakers de Vikki Clayton
- 2005 : Feoffees' Lands de Pentangle
- 2007 : 60th Birthday Show de Dave Pegg
- 2007 : Excalibur 2 de Alan Simon
- 2010 : Excalibur 3 de Alan Simon
- 2010 : Live in Germany Classic Rock Tour de Chris Thompson, Gary Brooker, Frank Mead, Henry Spinetti, Dave Pegg
- 2012 : Celtic Wings de Pat O'May
- 2015 : Revived de Mick Abrahams